# ساز زهی آرشه‌ای

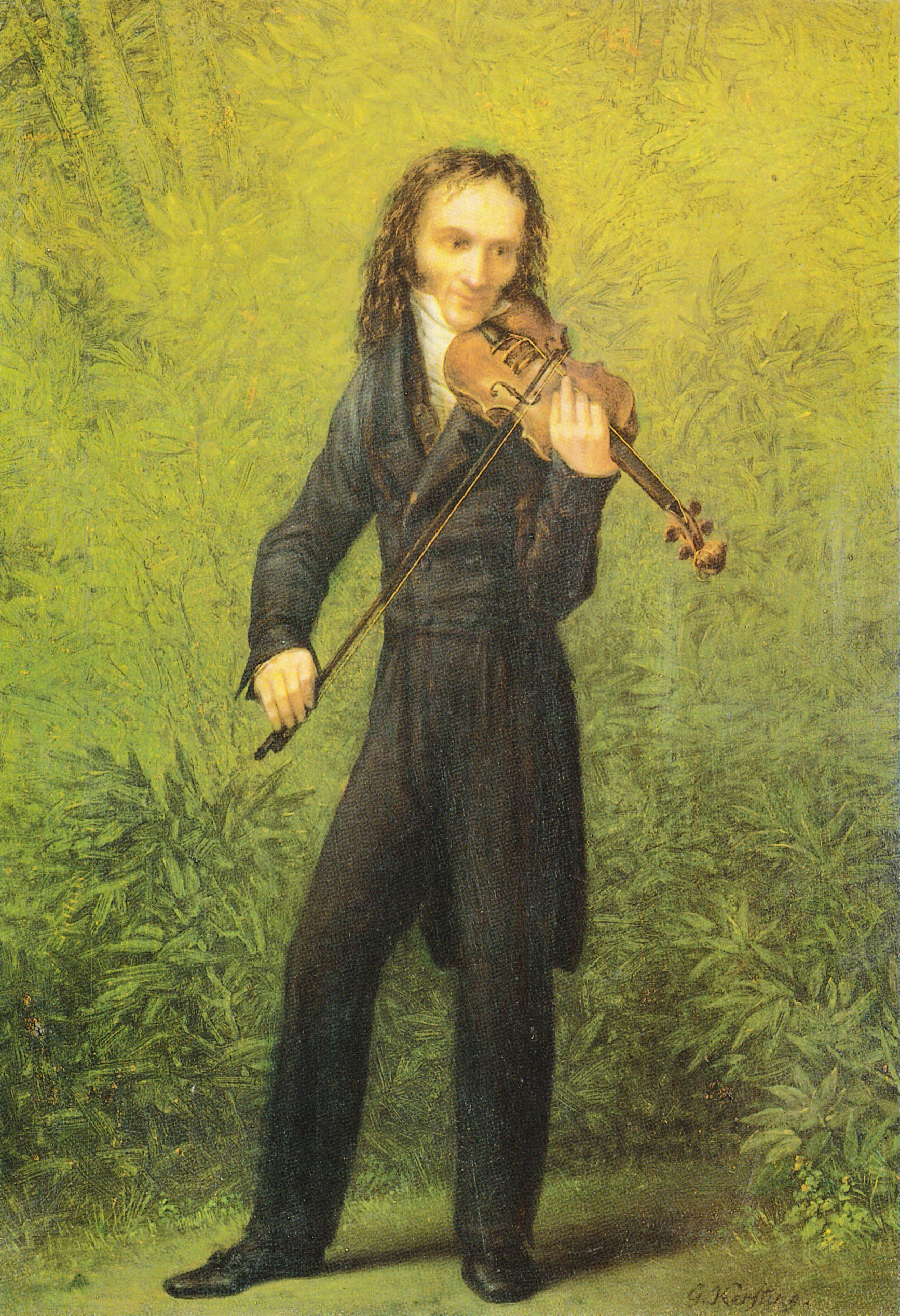
نیکولو پاگانینی در حال نواختن ویولن

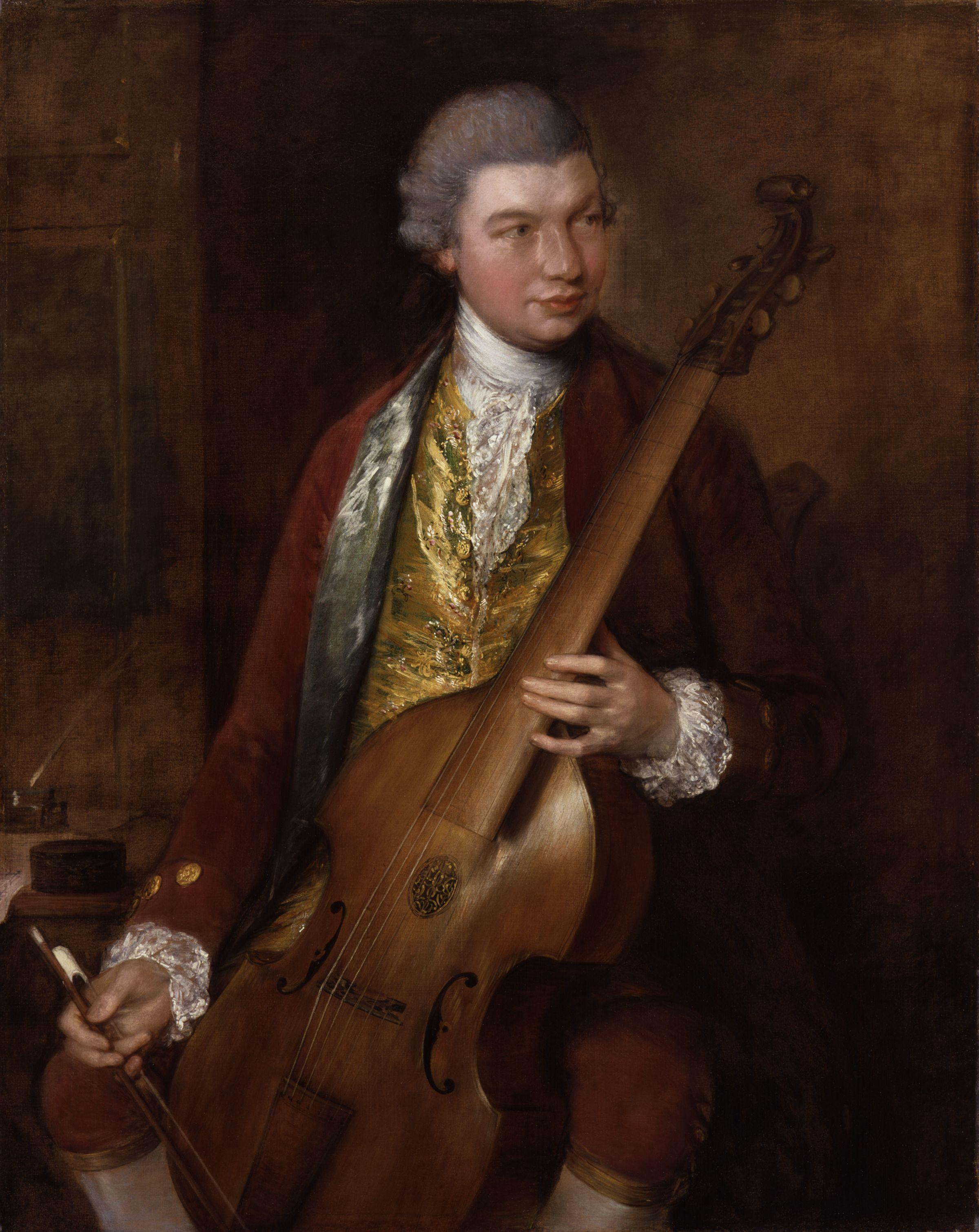
کارل فریدریش آبل در حال نواختن ویولا دو گامبا، نقاشی از توماس گینزبارو (۱۷۲۷–۱۷۸۸)

سازهای زهی آرشه‌ای (کمانه‌ای) دسته‌ای از سازهای زهی هستند که با کشیدن آرشه (کَمانه) بر روی زه‌ها به صدا درمی‌آیند. تماس آرشه با زه موجب ارتعاش می‌شود که نتیجهٔ آن تولید صدا است.

## انواع

### خانوادهٔ ویولن
- ویولن
- ویولا
- ویولنسل
- کنترباس

### خانوادهٔ ویولا
- ویولا دا گامبا

### سایر
- کمانچه
- ویولا ارگانیستا
- گیتارنوازی آرشه‌ای
- اره موسیقی
- قیچک
- صراحی
- شاه‌کمان